# پادشاه مون
ده هوم مو (حکومت: ۷۹۳-۷۳۷) سومین پادشاه بالهایی بود. او پسر پادشاه دائه مویه و نوه پادشاه دائه جویونگ موسس سلسله بالهایی بود.

## پادشاهی
ده هوم مو در سال ۷۳۷ میلادی به پادشاهی رسید. وی ۵۶ سال پادشاه سلسله بالهایی بود.
در زمان پادشاهی مون، روابط دیپلماتیک با سلسله تانگ برقرار شد و بسیاری از علمای باله برای مطالعه به تانگ رفتند، که نفوذ بودیسم و کنفوسیوس را در حکومت بالهای گسترش دادند. او همچنین روابط با سیلا  را تقویت کرد، که شبه جزیره کره را در جنوب بالهه متحد کرد و بر توسعه مسیر تجاری به نام جاده سیلا (هانگول: 신라도، هانجا: 新羅道) نظارت داشت. بالهایی همچنین دیپلماسی و تجارت با ژاپن را افزایش داد.
پادشاه مون چندین بار پایتخت بالهای (سانگ گیئونگ و دونگ گیئونگ) را جابجا کرد و حکومت مرکزی را بر قبایل مختلف قومی در قلمرو خود تثبیت و تقویت کرد که به طور موقت گسترش یافت. او همچنین مجوز ایجاد جوجاگام (هانگول: 주자감، هانجا: 胄子監)، آکادمی ملی، بر اساس آکادمی ملی تانگ را صادر کرد.
اگرچه سلسله تانگ او را به عنوان یک پادشاه به رسمیت شناخت، خود بالهایی از او به عنوان ده هیونگ بو ریوک هیو گام کوم ریون سونگ بوپ ده وانگ یاد کرد (هانگول: 대흥보력효감금륜성법대왕, 大興寶曆孝感金輪聖法大王)، گادوک‌بو (هانگول: 가독부، هانجا: 可毒夫)، سونگ وانگ (هانگول: 성왕، هانجا: 聖王) و کی‌ها (هانگول: 기하، هانجا: 基下)، خود بالهایی از او به عنوان فرزندان بهشت و یک امپراتور یاد می کند.
مقبره چهارمین دخترش، پرنسس جونگیو، در سال ۱۹۸۰ کشف شد. سنگ قبر دختر بزرگش، پرنسس جونگه، نیز پیدا شده است.